# Contigné
Contigné és un municipi francès situat al departament de Maine i Loira i a la regió de País del Loira. L'any 2007 tenia 760 habitants.

## Demografia

### Població
El 2007 la població de fet de Contigné era de 760 persones. Hi havia 316 famílies de les quals 104 eren unipersonals (56 homes vivint sols i 48 dones vivint soles), 92 parelles sense fills, 104 parelles amb fills i 16 famílies monoparentals amb fills.
La població ha evolucionat segons el següent gràfic:
Habitants censats

### Habitatges
El 2007 hi havia 355 habitatges, 313 eren l'habitatge principal de la família, 24 eren segones residències i 18 estaven desocupats. 329 eren cases i 24 eren apartaments. Dels 313 habitatges principals, 189 estaven ocupats pels seus propietaris, 121 estaven llogats i ocupats pels llogaters i 3 estaven cedits a títol gratuït; 21 tenien una cambra, 15 en tenien dues, 68 en tenien tres, 63 en tenien quatre i 146 en tenien cinc o més. 253 habitatges disposaven pel capbaix d'una plaça de pàrquing. A 128 habitatges hi havia un automòbil i a 142 n'hi havia dos o més.

### Piràmide de població
La piràmide de població per edats i sexe el 2009 era:
| Homes | Edats   | Dones |
| ----- | ------- | ----- |
| 0     | 95 o +  | 4     |
| 0     | 90 a 94 | 4     |
| 4     | 85 a 89 | 4     |
| 4     | 80 a 84 | 4     |
| 8     | 75 a 79 | 16    |
| 24    | 70 a 74 | 4     |
| 12    | 65 a 69 | 24    |
| 12    | 60 a 64 | 12    |
| 16    | 55 a 59 | 16    |
| 24    | 50 a 54 | 16    |
| 36    | 45 a 49 | 28    |
| 12    | 40 a 44 | 24    |
| 24    | 35 a 39 | 8     |
| 20    | 30 a 34 | 20    |
| 4     | 25 a 29 | 12    |
| 32    | 20 a 24 | 24    |
| 24    | 15 a 19 | 16    |
| 28    | 10 a 14 | 16    |
| 28    | 5 a 9   | 24    |
| 24    | 0 a 4   | 24    |

## Economia
El 2007 la població en edat de treballar era de 461 persones, 370 eren actives i 91 eren inactives. De les 370 persones actives 332 estaven ocupades (192 homes i 140 dones) i 38 estaven aturades (11 homes i 27 dones). De les 91 persones inactives 25 estaven jubilades, 26 estaven estudiant i 40 estaven classificades com a «altres inactius».

### Ingressos
El 2009 a Contigné hi havia 311 unitats fiscals que integraven 774,5 persones, la mediana anual d'ingressos fiscals per persona era de 14.449 €.

### Activitats econòmiques
Dels 18 establiments que hi havia el 2007, 1 era d'una empresa extractiva, 5 d'empreses de construcció, 5 d'empreses de comerç i reparació d'automòbils, 3 d'empreses d'hostatgeria i restauració, 1 d'una empresa d'informació i comunicació, 1 d'una empresa immobiliària, 1 d'una empresa de serveis i 1 d'una empresa classificada com a «altres activitats de serveis».
Dels 7 establiments de servei als particulars que hi havia el 2009, 2 eren guixaires pintors, 1 fusteria, 1 empresa de construcció, 2 restaurants i 1 saló de bellesa.
L'únic establiment comercial que hi havia el 2009 era una botiga de menys de 120 m².
L'any 2000 a Contigné hi havia 29 explotacions agrícoles que ocupaven un total de 1.410 hectàrees.

## Equipaments sanitaris i escolars
El 2009 hi havia una escola elemental integrada dins d'un grup escolar amb les comunes properes formant una escola dispersa.

## Poblacions més properes
El següent diagrama mostra les poblacions més properes.